# Mitropacup 1981
De Mitropacup 1981 was de 40e editie van deze internationale beker en voorloper van de huidige Europacups.
De opzet van de Mitropacup dit seizoen (1980-81) was gelijk aan het toernooi van 1979-80.
Deelname van de kampioenen van de Tweede Divisies van de deelnemende landen, ook dit jaar waren dat Italië, Hongarije, Joegoslavië en Tsjechoslowakije.
De vier clubs speelden een volledige competitie en de nummer één was meteen de winnaar van de Mitropacup 1981. Tatran Presov was dit jaar de gelukkige.
 Wedstrijden 
| Club             | Land               | Uitslagen | Land                 | Club             |
| ---------------- | ------------------ | --------- | -------------------- | ---------------- |
| Tatran Presov    | Vlag van Tsjechië  | 0-3 , 0-0 | Vlag van Hongarije   | Csepel SC        |
| Tatran Presov    | Vlag van Tsjechië  | 4-1 , 0-1 | Vlag van Italië      | Como Calcio 1907 |
| Tatran Presov    | Vlag van Tsjechië  | 2-1 , 5-1 | Vlag van Joegoslavië | NK Zagreb        |
| Csepel SC        | Vlag van Hongarije | 0-0 , 1-2 | Vlag van Italië      | Como Calcio 1907 |
| Csepel SC        | Vlag van Hongarije | 0-0 , 2-0 | Vlag van Joegoslavië | NK Zagreb        |
| Como Calcio 1907 | Vlag van Italië    | 2-0 , 1-2 | Vlag van Joegoslavië | NK Zagreb        |

 Klassement 
| Plaats | Club             | W : w - g - v | Punten | Doelsaldo |
| ------ | ---------------- | ------------- | ------ | --------- |
| 1      | Tatran Presov    | 6 : 3 - 1 - 2 | 7      | 11 - 7    |
| 2      | Csepel SC        | 6 : 2 - 3 - 1 | 7      | 6 - 2     |
| 3      | Como Calcio 1907 | 6 : 3 - 1 - 2 | 7      | 7 - 7     |
| 4      | NK Zagreb        | 6 : 1 - 1 - 4 | 3      | 4 - 12    |

1927 · 1928 · 1929 · 1930 · 1931 · 1932 · 1933 · 1934 · 1935 · 1936 · 1937 · 1938 · 1939 · 1940 · 1951 · 1955 · 1956 · 1957 · 1958 · 1959 · 1960 · 1961 · 1962 · 1963 · 1964 · 1965 · 1966 · 1967 · 1968 · 1969 · 1970 · 1971 · 1972 · 1973 · 1974 · 1975 · 1976 · 1977 · 1978 · 1980 · 1981 · 1982 · 1983 · 1984 · 1985 · 1986 · 1987 · 1988 · 1989 · 1990 · 1991 · 1992